# Felice Casorati (konstnär)
Felice Casorati, född 4 december 1883 i Novara, död 1 mars 1963 i Turin, var en italiensk målare, inspirerad av italiensk ungrenässans och av Jean-Auguste-Dominique Ingres. Hans skildringar särskilt av unga människor har en lyrisk, melankolisk hållning. I sina senare arbeten intresserade han sig mer för formproblem, och målade bland annat starkt förenklade stilleben i en kylig färgskala.